# Regulator (Uhr)
Unter einem Regulator versteht man in der Uhrentechnik
- eine genau gehende Pendeluhr[1][2]
- eine kastenförmige Pendelwanduhr[3][4]
- eine Armbanduhr mit Regulator-Zifferblatt
- einen Regler in Schlagwerken.[5]

## Beschreibung

### Präzisionsregulator
Präzisionsregulatoren mit kompensiertem Pendel wurden bis in die späten 1960er-Jahre als Zeitnormale für wissenschaftliche Zwecke und für die offizielle Zeitbestimmung eingesetzt und Regulatoren genannt. Sehr gute Regulatoren haben eine Gangabweichung von weniger als einer Sekunde im Monat. Bei den im wissenschaftlichen Bereich verwendeten Regulatoren wurden zur präziseren Ablesbarkeit die Zeiger auf verschiedenen Achsen des Zifferblatts angeordnet: Es dominiert als einziger großer Zeiger auf der zentralen Achse der Minutenzeiger, während Stunden- und Sekundenzeiger sich normalerweise jeweils dezentral oberhalb und unterhalb in kleineren Zifferblattbereichen drehen.

### Pendelwanduhr
Prinzipiell stammt der Begriff Regulator vom Zeitwort regulieren ab, im ursprünglichen Sinn war es also eine Uhr, nach der der Uhrmachermeister seine andren Uhren einregulierte. Er legte in die Erzeugung dieser Uhr also all sein Können und Wissen, um die geringstmögliche Fehlweisung zu erzielen. Der echte Regulator hat auch ein ganz spezielles Regulator-Zifferblatt, bei dem der Minutenzeiger das große Zifferblatt beherrscht, während die Stunden- und Sekundenzeiger auf eigenen kleineren Hilfszifferblättern kursieren. Leider wird der Begriff heute, wie in Folge ersichtlich, für viele normale Wanduhren einfacher Bauart fälschlich verwendet.
Der Begriff Regulator wird auch für bestimmte Wanduhren mit Pendel verwendet. Die Kriterien, die eine Wanduhr als Regulator definieren, sind weniger die Leistungs- und Ausstattungsmerkmale dieser Wanduhr, sondern vielmehr die Form des Uhrengehäuses und die Art der Unterbringung der Uhrenkomponenten in diesem Gehäuse. Eine Wanduhr kann  prinzipiell als Regulator bezeichnet werden, bei der das Uhrwerk mit Zifferblatt zusammen mit Antrieb, Pendel und Hemmung in einem meist rechteckigen, aufrechten Uhrengehäuse hinter einer Tür mit Glaseinsatz bzw. -sätzen untergebracht ist. 
Diese Uhren wurden vor allem in Deutschland in großer Zahl von vielen Firmen industriell gefertigt, beginnend in der zweiten Hälfte des 19. Jahrhunderts und endend in der ersten Hälfte des 20. Jahrhunderts. Sie wurden aber auch in Frankreich und Österreich (Wiener Gewichtsregulator) produziert.
Die Gestaltung des Uhrengehäuses hat sich je nach Produktionszeit den jeweiligen Stilrichtungen angepasst. So gibt es den Regulator des Historismus mit aufwendigem Zierrat, den Jugendstil-Regulator mit Blumendekor und den Art-déco-Regulator mit seinen klaren geometrischen Formen. Zeitlich parallel zu den jeweiligen Stilrichtungen  werden bis heute Regulatoren produziert, deren Formgebung sich nach den Kriterien der Sachlichkeit und des modernen Zweckstils richtet, es gibt jedoch auch Nachbauten historischer Modelle. 
Die Komponenten des Uhrwerks wie Antrieb, Hemmung und Pendel sind meist nicht auf hohe Ganggenauigkeit optimiert, für den Hausgebrauch war die Ganggenauigkeit seinerzeit (d. h. Ende des 19. und Anfang des 20. Jahrhunderts) jedoch ausreichend und lag über der vieler älterer Uhrenmodelle. Die überwiegende Zahl der Regulatoren verfügt über Federantrieb, Ankerhemmung und ein relativ kurzes Pendel. Das Pendel wurde oft als Kompensationspendel aus mehreren Stäben unterschiedlicher Metalle gefertigt, wodurch die Längenveränderungen bei Temperaturschwankungen kompensiert werden sollten. Häufig stehen auf der Pendellinse des Regulators die Buchstaben A und R, für avancer und retarder (=Beschleunigen und Verlangsamen) als Anleitung zum genauen Einstellen durch  Verschieben der Pendellinse. Oft befindet sich an der Rückseite des Gehäuses auch eine Skala, an der man den Pendelausschlag ablesen kann. Bei frühen Regulatoren verwendete man auch lackierte Pendelstäbe aus feinjährigem Fichtenholz, da dieses Material im Gegensatz zu Metallen einen sehr niedrigen Wärmeausdehnungskoeffizienten aufweist und so ohne Kompensation hohe Ganggenauigkeiten erzielt werden konnten.
Zur Ausstattung des Regulators zählt in den meisten Fällen ein Schlagwerk. Das Standardschlagwerk besitzt den Halbstundenschlag. Darüber hinaus findet man auch Schlagwerke mit Dreiviertelstundenschlag, Stundenrepetition oder Westminsterschlag.
Regulatoren waren seit Ende des 19. Jahrhunderts bis in die 1930er Jahre beliebte Einrichtungsstücke, oft passend zu den Möbeln ausgewählt, diese wurden in großer Zahl verkauft. Deshalb finden sich die in dieser Zeit produzierten Modelle noch heute in vielen Familien als Erbstück und sind auf dem Antiquitätenmarkt häufig anzutreffen.

### Armbanduhr
Spezielle Armbanduhren, die Regulatoren genannt werden, weisen das typische, oben beschriebene wissenschaftliche Regulator-Zifferblatt mit getrennter Positionierung von Stunden- und Minutenzeiger auf.

### Regler
Ferner gibt es auch den Begriff Regulator für Regler, die den gleichmäßigen Ablauf des Schlagwerkes oder von Spieldosen gewährleisten.

## Bilder

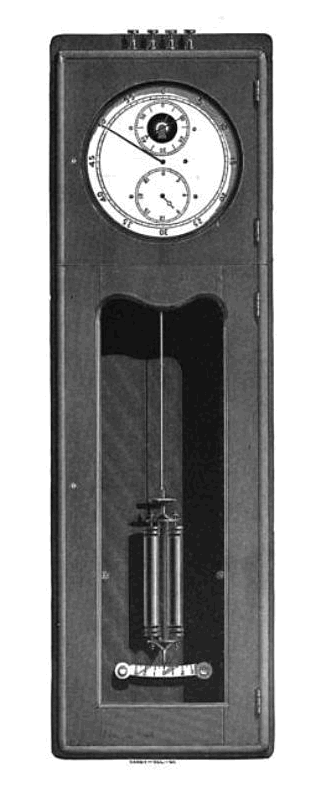
Präzisionsregulator mit getrennten Zifferblättern
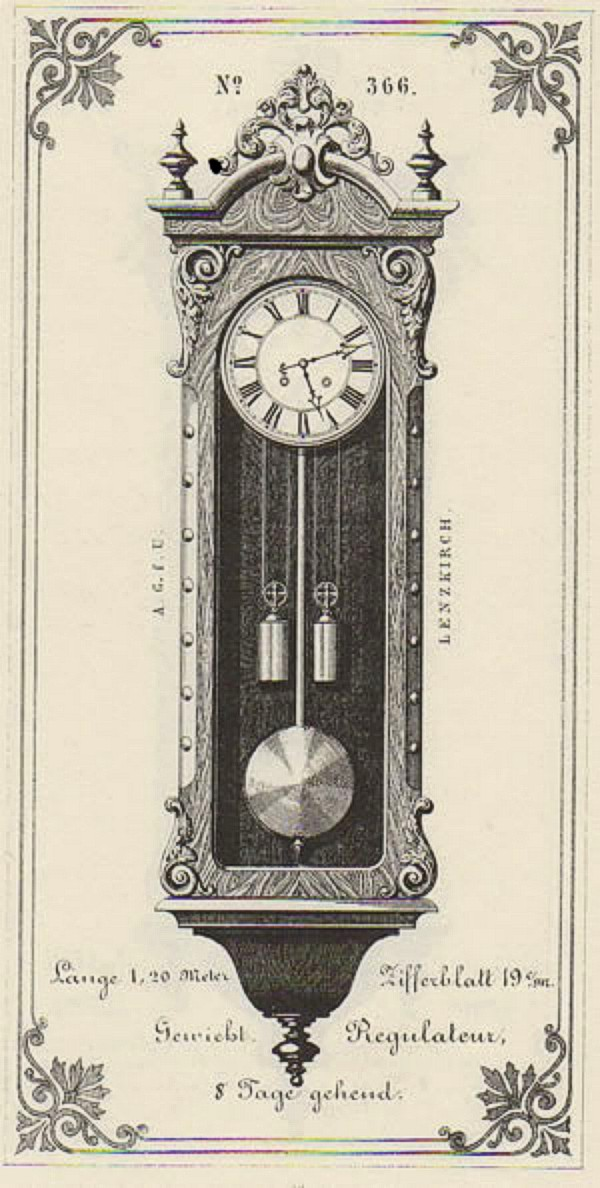
Pendelwanduhr (Lenzkirch)
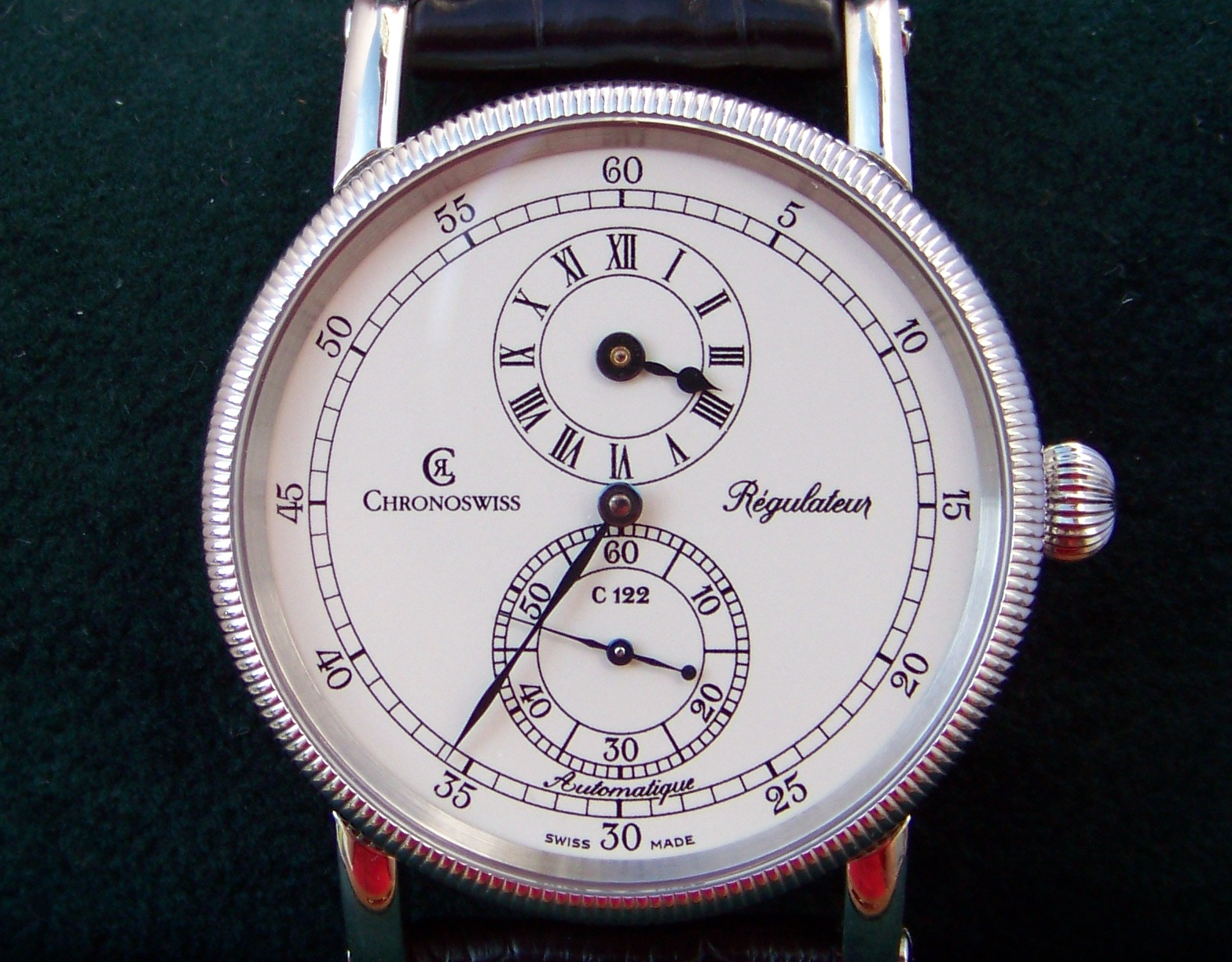
Armbanduhr (Chronoswiss)
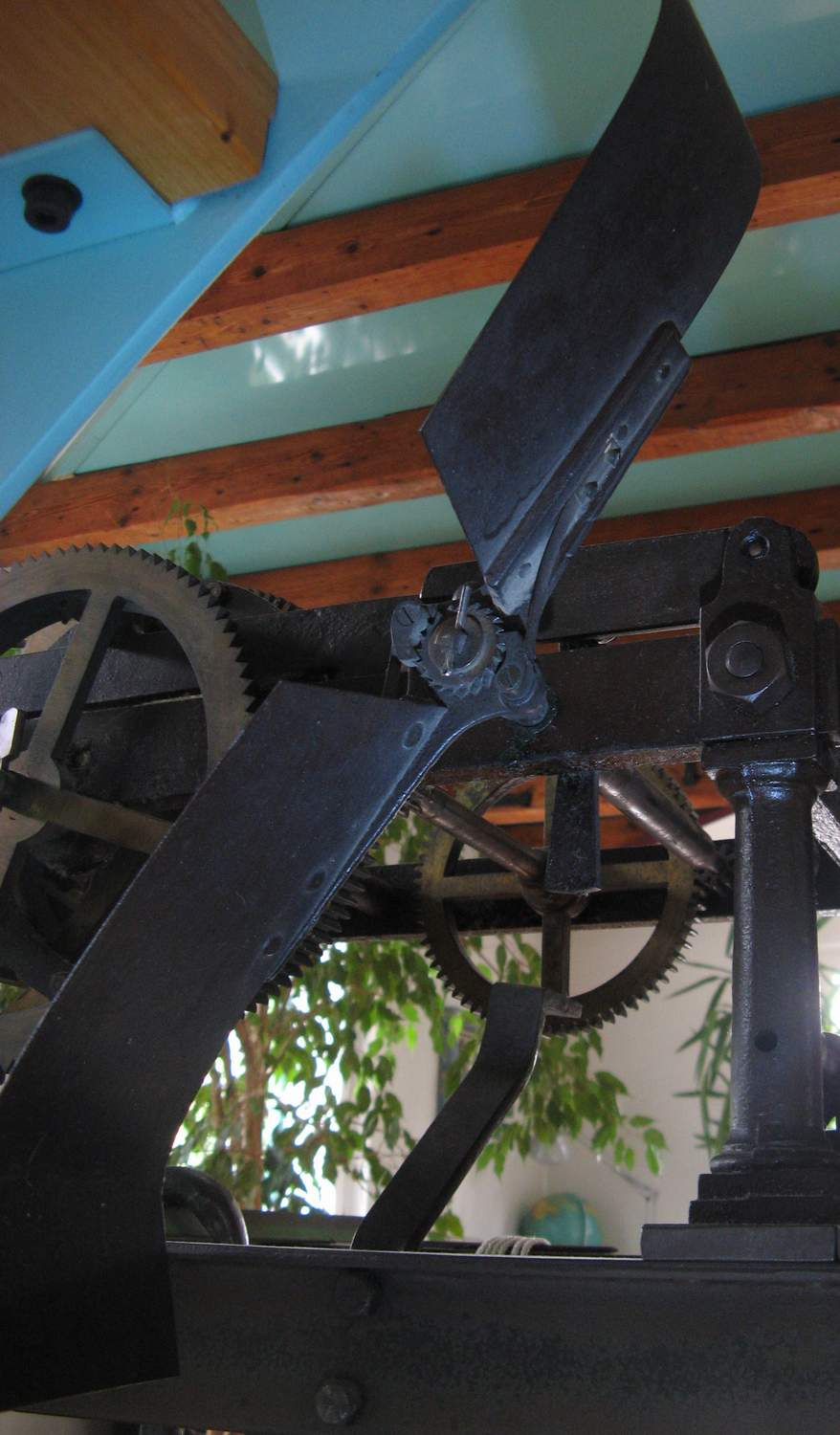
Windfang einer Turmuhr